# 凡安圖
凡安圖（Vëantur），是英國作家約翰·羅納德·瑞爾·托爾金（J.R.R. Tolkien）的史詩式奇幻作品《未完成的故事》中的虛構人物。
他是努曼諾爾帝國（Númenor）早期的著名航海家，是最早回到中土大陸的努曼諾爾海員。

## 名字
凡安圖（Vëantur）一名是昆雅語，意思可能是「大海主宰」Sea master。他的阿督納克語本名並沒有顯示在任何托爾金作品裡。

## 總覽
他是努曼諾爾人（Númenóreans）。他的父母名字不詳。他的女兒是奧瑪瑞安（Almarian），女婿是第五任皇帝塔爾-曼奈德（Tar-Meneldur）。凡安圖的孫子是安那迪爾（Anardil），即後來的第六任皇帝塔爾-阿達瑞安（Tar-Aldarion），他教導了孫子關於航海的知識，並與他一同出航中土大陸。
凡安圖是努曼諾爾最偉大的航海家之一。他是第四位皇帝塔爾-伊蘭迪爾（Tar-Elendil）的艦隊司令（Captain of the King's ships），亦率領了首次返回中土大陸的航行，到達了米斯龍德（Mithlond）。凡安圖的家位於羅曼納狹灣（Firth of Rómenna）的南岸，有一處小碼頭可供他隨時出海。
他至少有兩艘船，分別是恩圖拉斯（Entulessë）和努瑪拉瑪（Númerrámar），分別代表著「回歸」Return和「西方之翼」West-wings的意思，後者被他送給了安那迪爾。

## 生平

### 早年
凡安圖應該是生於第二紀元的努曼諾爾島上，但不清楚詳細地點或時間。他逐漸成為了著名水手，在不明時間成為了皇帝的艦隊司令。

### 首次返回中土
600年春天，凡安圖駕著恩圖拉斯返回中土大陸，抵達了灰港岸，並與吉爾加拉德（Gil-galad）和瑟丹交友，開始中土大陸精靈與努曼諾爾人的交往友誼。
逗留於中土時，凡安圖也許參與了位於塔丘（Tower Hills）的會面，那時候住在伊利雅德（Eriador）的伊甸人（Edain）聽聞努曼諾爾人抵達的消息，於是派了使者去會見他們，雙方發現他們共有的遠古親族血緣和語言基礎，締結了友誼。停留至翌年（601年）秋天，凡安圖等人返航。

### 安那迪爾
他的女兒奧瑪瑞安在不明時間嫁給了時任皇儲的塔爾-曼奈德，於700年誕下兒子安那迪爾。凡安圖與孫子十分親近，經常教導他關於航海的知識，並帶他出海。725年，他們一起乘著努瑪拉瑪出航至米斯龍德，拜訪瑟丹（Círdan），安那迪爾從對方身上學會許多造船與大海的知識，於兩年後返航。
725至727年是凡安圖最後一次出航，他把努瑪拉瑪贈予了孫子安那迪爾。自此凡安圖再沒有出現於任何作品記錄之中，不清楚他在什麼時候去世。

## 資料來源
1. 1 2 3 4 5 6 7 8 9  《未完成的故事》 1998年 HarperCollins重印版 "Aldarion and Erendis"
2. ↑  .   [2011-11-08]. （原始内容存档于2011-10-16）.
3. 1 2  《未完成的故事》 1998年 HarperCollins重印版 "A Description of Númenor"